# Juliette Atkinson
Juliette Atkinson (Rahway (New Jersey), 15 april 1873 – Lawrenceville (Illinois), 12 januari 1944) was een Amerikaans tennisspeelster.
In 1896–1898 won Atkinson de enkelspeltitel van de Canadian Championships. In 1899 en 1901 won ze de dubbeltitel van de Tri-State Championships, en stond ze daar ook in de enkelspelfinale.
Op de US Open bereikte ze vier achtereenvolgende jaren (1895–1898) de enkelspelfinale – drie van de vier keren won ze de titel. De dubbelspeltitel won ze in 1894–1898 en 1901–1902. De gemengddubbeltitel won ze in 1894–1896.
In 1974 werd Juliette Atkinson opgenomen in de Tennis Hall of Fame.